# Burton L. King
Burton L. King (Cincinnati, 25 d'agost de 1877 - Hollywood, 4 de maig de 1944) va ser un director de cinema, productor i actor de cinema estatunidenc.
Al llarg de la seva carrera va dirigir un total de 141 films des del 1913 al 1934. També va produir més de trenta i va actuar en 29. A més va ser guionista i director de producció. En els primers anys 1920 va col·laborar amb el famós mag Harry Houdini, al que va dirigir en dues pel·lícules, The Master Mystery (1920) i The Man from Beyond (1922). Una altra de les seves destacades produccions va ser The Lost Battalion (1919).

## Filmografia

### Director
- 1913: The Pride of the South
- 1913: The Grey Sentinel
- 1913: A Southern Cinderella
- 1913: Past Redemption
- 1913: For Love of the Flag
- 1913: The Miser
- 1913: A True Believer
- 1913: The Failure of Success
- 1913: All Rivers Meet at Sea
- 1913: Heart Throbs
- 1913: A Wartime Mother's Sacrifice
- 1913: The Madcap
- 1913: The Gambler's Pal
- 1913: May and December
- 1913: The Land of Dead Things
- 1913: Loaded Dice
- 1913: The Forgotten Melody
- 1913: The Reaping
- 1913: From Out the Storm
- 1913: For Mother's Sake
- 1913: The Impostor
- 1913: The Efficacy of Prayer
- 1913: The Claim Jumper
- 1913: The Maelstrom
- 1913: The Reformation
- 1914: The Masked Dancer
- 1914: How God Came to Sonny Boy
- 1914: Tainted Money
- 1914: Ginger's Reign
- 1914: Auntie
- 1915: Robert Thorne Forecloses
- 1915: The Hut on Sycamore Gap
- 1915: The Odd Slipper
- 1915: The Vaudry Jewels
- 1915: The Eagle and the Sparrow
- 1915: When Jealousy Tumbled
- 1915: Alice of the Lake
- 1915: The Love of Mary West
- 1915: Iole the Christian
- 1915: The Honor of the Camp
- 1915: The Voice of Eva
- 1915: The Reaping
- 1915: Her Career
- 1915: Roses and Thorns
- 1915: The Yellow Streak
- 1915: The Last of the Stills
- 1915: Across the Desert
- 1915: Two Brothers and a Girl
- 1915: Mother's Birthday
- 1915: A Modern Enoch Arden
- 1915: Under the Crescent
- 1915: Polishing Up Polly
- 1915: Across the Footlights
- 1915: A Second Beginning
- 1915: Her Own Blood
- 1915: The Advisor
- 1915: Pup the Peacemaker
- 1915: The Parson Who Fled West
- 1915: The Opening Night
- 1915: The Burden Bearer
- 1915: Out of the Flames
- 1915: Where Happiness Dwells
- 1915: The Doughnut Vender
- 1915: The Valley of Regeneration
- 1915: For Professional Reasons
- 1915: Into the Dark
- 1915: In the Sunset Country
- 1915: In the Heart of the Hills
- 1915: Cocksure Jones, Detective
- 1915: Shoo Fly
- 1915: The Markswoman
- 1915: Scars
- 1916: The Manicure Girl
- 1916: Man and His Angel
- 1916: The Reapers
- 1916: TThe Spell of the Yukon
- 1916: The Eternal Question
- 1916: The Devil at His Elbow
- 1916: Power of the Cross
- 1916: The Flower of Faith
- 1916: Converging Paths
- 1916: Only a Rose
- 1916: Out of the Shadows
- 1916: Extravagance
- 1916: So Shall Ye Reap
- 1916: The Girl Detective
- 1916: Hedge of Heart's Desire
- 1916: The Black Butterfly
- 1916: Purchase Price
- 1916: Road to Fame
- 1916: Man He Might Have Been
- 1916: Right Hand Path
- 1916: Just a Song at Twilight
- 1917: In Payment of the Past
- 1917: The Making of Bob Mason's Wife
- 1917: Glory
- 1917: The Waiting Soul
- 1917: The Goddess of Chance
- 1917: The Last of Her Clan
- 1917: The Soul of a Magdalen
- 1917: The Heart of Jules Carson
- 1917: Won in the Stretch
- 1917: The Return of Soapweed Scotty
- 1917: The Framed Miniature
- 1917: The Font of Courage
- 1917: The L. X. Clew
- 1917: Love's Victory
- 1917: To the Death
- 1917: The Silence Sellers
- 1917: More Truth Than Poetry
- 1917: Public Defender
- 1918: Her Husband's Honor
- 1918: Treason
- 1919: The Master Mystery
- 1919: The Lost Battalion
- 1919: A Scream in the Night
- 1920: Wit Wins
- 1920: The Discarded Woman
- 1920: Why Women Sin
- 1920: A Common Level
- 1920: For Love or Money
- 1920: The Common Sin
- 1921: Everyman's Price
- 1922: The Road to Arcady
- 1922: The Man from Beyond
- 1922: Captain Kidd
- 1922: The Streets of New York
- 1923: None So Blind
- 1923: The Empty Cradle
- 1923: The Fair Cheat
- 1924: The Masked Dancer
- 1924: The Truth About Women
- 1924: The Man Without a Heart
- 1924: Those Who Judge
- 1924: Playthings of Desire
- 1925: The Mad Dancer
- 1925: A Little Girl in a Big City
- 1925: The Police Patrol
- 1925: Ermine and Rhinestones
- 1925: Counsel for the Defense
- 1927: Broadway Madness
- 1927: A Bowery Cinderella
- 1928: Satan and the Woman
- 1928: Women Who Dare
- 1928: The Adorable Cheat
- 1928: Manhattan Knights
- 1928: The House of Shame
- 1928: Broken Barriers
- 1929: The Dream Melody
- 1929: Daughters of Desire
- 1929: In Old California
- 1934: When Lightning Strikes

### Actor
- 1912: Through the Drifts
- 1912: A Mexican Courtship
- 1912: The Handicap
- 1912: The Salted Mine
- 1912: The Ingrate
- 1912: The Halfbreed's Treachery
- 1912: The Ranger's Reward
- 1912: The Detective's Conscience
- 1912: The Sand Storm
- 1912: Parson James
- 1912: A Fugitive from Justice
- 1912: Three Girls and a Man
- 1912: Ranch Mates
- 1912: Struggle of Hearts
- 1912: A Lucky Fall
- 1912: The End of the Feud
- 1913: The Love Token
- 1913: The Girl of the Sunset Pass
- 1913: The Battle of Gettysburg
- 1913: Good for Evil
- 1913: The Winner

### Productor
- 1927: Combat
- 1928: A Bit of Heaven
- 1928: Into No Man's Land
- 1929: One Splendid Hour
- 1931: Cyclone Kid
- 1931: Quick Trigger Lee
- 1932: Human Targets
- 1932: Mark of the Spur
- 1932: Tangled Fortunes
- 1932: The Man from New Mexico
- 1932: The Scarlet Brand
- 1932: Murder at Dawn
- 1933: When a Man Rides Alone
- 1933: Kiss of Araby
- 1933: Deadwood Pass
- 1933: War of the Range
- 1934: When Lightning Strikes
- 1936: The Drag-Net